# Ramires
Ramires Santos do Nascimento, dit Ramires, né le 24 mars 1987 à Barra do Piraí au Brésil, est un footballeur international brésilien. Il joue au poste de milieu de terrain.

## Biographie

### Carrière en club

#### Cruzeiro
En 2007, Ramires prend la direction de Cruzeiro à Belo Horizonte, où il découvre la première division brésilienne.

#### SL Benfica
Pour la saison 2009-2010, le natif de Barra do Piraí rejoint les rangs du Benfica Lisbonne pour un transfert estimé à 7,5 millions d'euros. Au Benfica, Ramires remporte la Coupe de la Ligue et le championnat du Portugal en 2010.

#### Chelsea FC
Il signe à Chelsea en août 2010 pour 22 millions d'euros et il est présenté le 13 août 2010 à Stamford Bridge. Il inscrit son premier but sous les couleurs de Chelsea le 24 janvier contre les Bolton Wanderers au Reebok Stadium, ce qui permet aux Blues de s'imposer (4-0). Après des débuts hésitants où il essuie de nombreuses critiques de la part des tabloïds anglais, il hausse son niveau de jeu et devient une pièce maitresse du dispositif de Carlo Ancelotti et ensuite d'André Villas-Boas. Le 5 mars 2012, il prolonge son contrat de cinq ans. Lors du match aller de demi-finale de la Ligue des champions il délivre une passe décisive à Didier Drogba permettant aux joueurs de Chelsea de s'imposer (1-0) contre le FC Barcelone à Stamford Bridge. Lors de match retour, il marque le premier but de Chelsea qui réalise match nul (2-2) permettant à l'équipe de se qualifier en finale de la Ligue des Champions 2012. Lors du match contre Liverpool en finale de la FA cup, il marque le premier but du match permettant à son équipe de mener (1-0) à la mi-temps. Il gagne ainsi son premier trophée en Angleterre. Il est suspendu lors de la finale de la Ligue des champions face au Bayern Munich mais les Blues s'imposent aux tirs au but. Il remporte ainsi la Ligue des champions. Après un début de saison en demie teinte, Ramires retrouve son meilleur niveau et inscrit de nombreux buts importants pour les Blues, notamment lors de la double confrontation face à Manchester United et Wigan. Il provoque aussi un penalty contre Arsenal. Le 9 février 2013, il devient en marquant contre Wigan le premier brésilien à marquer 20 buts pour Chelsea. Sa complémentarité avec John Obi Mikel et Frank Lampard au milieu de terrain permet de compenser les lacunes défensives des Blues de Chelsea FC. Le 30 août 2014, Ramires inscrit son premier but de la saison sur la pelouse des Toffees d'Everton.

#### Jiangsu Suning
Le 27 janvier 2016, il signe avec le club chinois de Jiangsu Suning. Le montant du transfert serait de plus de 30 millions d'euros.
Le 17 mai 2019, il annonce sur son compte Instagram son départ du club chinois.

### Carrière internationale
Ramires reçoit sa première sélection en équipe du Brésil le 6 juin 2009, lors d'un match face à l'équipe d'Uruguay. Ce match compte pour les éliminatoires de la Coupe du monde 2010. La même année, il participe à la Coupe des confédérations qu'il remporte avec le Brésil. Il inscrit son premier but avec le Brésil le 7 juin 2010, lors d'un match face à la Tanzanie. Il est retenu par le sélectionneur Dunga pour participer à la Coupe du monde 2010 qui a lieu en Afrique du Sud. Âgé de 23 ans, il est le plus jeune joueur de l'effectif brésilien. Il participe à quatre rencontres lors de ce mondial, le Brésil s'inclinant en quarts de finale contre les Pays-Bas. Il dispute ensuite la Copa América 2011 en Argentine, où son équipe atteint le stade des quarts de finale. En 2014, il est retenu pour jouer le mondial qui se déroule dans son pays natal.

## Statistiques

### Carrière

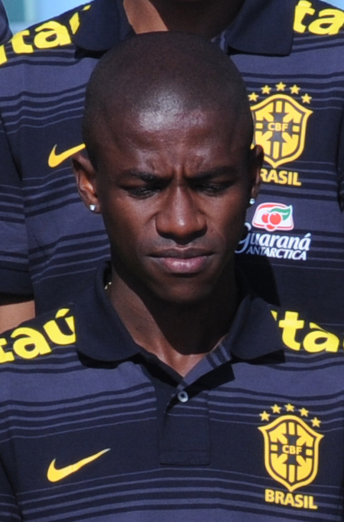
Ramires avec l'équipe du Brésil lors de la Coupe du monde 2010.

| Saison                | Club                  | Championnat           | Championnat | Championnat | Championnat | Coupe nationale | Coupe nationale | Coupe nationale | Coupe de la Ligue | Coupe de la Ligue | Coupe de la Ligue | Supercoupe | Supercoupe | Supercoupe | Compétition(s) continentale(s) | Compétition(s) continentale(s) | Compétition(s) continentale(s) | Compétition(s) continentale(s) | Supercoupe UEFA | Supercoupe UEFA | Supercoupe UEFA | Coupe du monde des clubs | Coupe du monde des clubs | Coupe du monde des clubs | Brésil | Brésil | Brésil | Total | Total | Total |
| Saison                | Club                  | Division              | M.          | B.          | P.d.        | M.              | B.              | P.d.            | M.                | B.                | P.d.              | M.         | B.         | P.d.       | Comp.                          | M.                             | B.                             | P.d.                           | M.              | B.              | P.d.            | M.                       | B.                       | P.d.                     | M.     | B.     | P.d.   | M.    | B.    | P.d.  |
| 2006                  | Joinville EC          | Série C               | 14          | 3           | -           | -               | -               | -               | -                 | -                 | -                 | -          | -          | -          | -                              | -                              | -                              | -                              | -               | -               | -               | -                        | -                        | -                        | -      | -      | -      | 14    | 3     | 0     |
| Sous-total            | Sous-total            | Sous-total            | 14          | 3           | -           | -               | -               | -               | -                 | -                 | -                 | -          | -          | -          | -                              | -                              | -                              | -                              | -               | -               | -               | -                        | -                        | -                        | -      | -      | -      | 14    | 3     | 0     |
| 2007                  | Cruzeiro EC           | Série A               | 32          | 3           | 4           | -               | -               | -               | -                 | -                 | -                 | -          | -          | -          | CS                             | 2                              | 0                              | 0                              | -               | -               | -               | -                        | -                        | -                        | -      | -      | -      | 34    | 3     | 4     |
| 2008                  | Cruzeiro EC           | Série A               | 25          | 6           | 2           | -               | -               | -               | -                 | -                 | -                 | -          | -          | -          | CL                             | 10                             | 5                              | 1                              | -               | -               | -               | -                        | -                        | -                        | -      | -      | -      | 35    | 11    | 3     |
| 2009                  | Cruzeiro EC           | Série A               | 4           | 1           | 0           | -               | -               | -               | -                 | -                 | -                 | -          | -          | -          | CL                             | 11                             | 1                              | 1                              | -               | -               | -               | -                        | -                        | -                        | 7      | 0      | 0      | 22    | 2     | 1     |
| Sous-total            | Sous-total            | Sous-total            | 61          | 10          | 6           | -               | -               | -               | -                 | -                 | -                 | -          | -          | -          | -                              | 23                             | 6                              | 2                              | -               | -               | -               | -                        | -                        | -                        | 7      | 0      | 0      | 91    | 16    | 8     |
| 2009-2010             | SL Benfica            | Primeira Liga         | 26          | 4           | 3           | 1               | 0               | 0               | 4                 | 1                 | 0                 | -          | -          | -          | C3                             | 12                             | 0                              | 0                              | -               | -               | -               | -                        | -                        | -                        | 9      | 2      | 1      | 52    | 7     | 4     |
| 2010                  | SL Benfica            | Primeira Liga         | 0           | 0           | 0           | -               | -               | -               | -                 | -                 | -                 | -          | -          | -          | -                              | -                              | -                              | -                              | -               | -               | -               | -                        | -                        | -                        | 1      | 0      | 1      | 1     | 0     | 1     |
| Sous-total            | Sous-total            | Sous-total            | 26          | 4           | 3           | 1               | 0               | 0               | 4                 | 1                 | 0                 | -          | -          | -          | -                              | 12                             | 0                              | 0                              | -               | -               | -               | -                        | -                        | -                        | 9      | 2      | 2      | 52    | 7     | 5     |
| 2010-2011             | Chelsea FC            | Premier League        | 29          | 2           | 0           | 3               | 0               | 0               | 1                 | 0                 | 0                 | -          | -          | -          | C1                             | 8                              | 0                              | 0                              | -               | -               | -               | -                        | -                        | -                        | 9      | 0      | 0      | 50    | 2     | 0     |
| 2011-2012             | Chelsea FC            | Premier League        | 30          | 5           | 1           | 6               | 4               | 2               | 1                 | 0                 | 0                 | -          | -          | -          | C1                             | 10                             | 3                              | 2                              | -               | -               | -               | -                        | -                        | -                        | 1      | 0      | 0      | 48    | 12    | 5     |
| 2012-2013             | Chelsea FC            | Premier League        | 35          | 5           | 1           | 6               | 2               | 0               | 4                 | 1                 | 1                 | 1          | 0          | 1          | C1+C3                          | 6+8                            | 1+0                            | 0+2                            | 1               | 0               | 0               | 1                        | 0                        | 0                        | 7      | 1      | 0      | 69    | 10    | 5     |
| 2013-2014             | Chelsea FC            | Premier League        | 30          | 1           | 2           | 3               | 0               | 0               | 2                 | 1                 | 0                 | -          | -          | -          | C1                             | 10                             | 2                              | 1                              | 1               | 0               | 0               | -                        | -                        | -                        | 15     | 1      | 2      | 61    | 5     | 5     |
| 2014-2015             | Chelsea FC            | Premier League        | 23          | 2           | 4           | 2               | 1               | 0               | 3                 | 0                 | 0                 | -          | -          | -          | C1                             | 6                              | 1                              | 0                              | -               | -               | -               | -                        | -                        | -                        | 2      | 0      | 0      | 36    | 4     | 4     |
| 2015-2016             | Chelsea FC            | Premier League        | 12          | 2           | 0           | 1               | 0               | 0               | 2                 | 1                 | 1                 | 1          | 0          | 0          | C1                             | 5                              | 0                              | 0                              | -               | -               | -               | -                        | -                        | -                        | 0      | 0      | 0      | 21    | 3     | 1     |
| Sous-total            | Sous-total            | Sous-total            | 159         | 17          | 8           | 21              | 7               | 2               | 13                | 3                 | 2                 | 2          | 0          | 0          | -                              | 53                             | 7                              | 5                              | 2               | 0               | 0               | 1                        | 0                        | 0                        | 34     | 2      | 2      | 285   | 36    | 19    |
| 2016                  | Jiangsu Suning        | Super League          | 26          | 4           | 1           | 6               | 1               | 1               | -                 | -                 | -                 | 1          | 0          | 0          | AFC                            | 5                              | 0                              | 5                              | -               | -               | -               | -                        | -                        | -                        | -      | -      | -      | 38    | 5     | 7     |
| 2017                  | Jiangsu Suning        | Super League          | 23          | 7           | 4           | 2               | 1               | 0               | -                 | -                 | -                 | 1          | 0          | 0          | AFC                            | 7                              | 4                              | 0                              | -               | -               | -               | -                        | -                        | -                        | -      | -      | -      | 33    | 12    | 4     |
| 2018                  | Jiangsu Suning        | Super League          | -           | -           | -           | 1               | 0               | 2               | -                 | -                 | -                 | -          | -          | -          | -                              | -                              | -                              | -                              | -               | -               | -               | -                        | -                        | -                        | -      | -      | -      | 1     | 0     | 2     |
| Sous-total            | Sous-total            | Sous-total            | 49          | 11          | 5           | 9               | 2               | 3               | -                 | -                 | -                 | 2          | 0          | 0          | -                              | 12                             | 4                              | 5                              | -               | -               | -               | -                        | -                        | -                        | -      | -      | -      | 72    | 17    | 13    |
| Total sur la carrière | Total sur la carrière | Total sur la carrière | 309         | 45          | 22          | 31              | 9               | 5               | 17                | 4                 | 2                 | 4          | 0          | 0          | -                              | 100                            | 17                             | 12                             | 2               | 0               | 0               | 1                        | 0                        | 0                        | 51     | 4      | 4      | 515   | 79    | 45    |

## Palmarès

### En club
- Champion de l'État du Minas Gerais en 2008 et 2009 avec Cruzeiro
- Champion du Portugal en 2010 avec Benfica
- Champion d'Angleterre en 2015 avec Chelsea
- Champion de São Paulo en 2020 avec Palmeiras
- Vainqueur de la Coupe de la Ligue portugaise en 2010 avec Benfica
- Vainqueur de la Ligue des champions en 2012 avec Chelsea
- Vainqueur de la Ligue Europa en 2013 avec Chelsea
- Vainqueur de la Coupe d'Angleterre en 2012 avec Chelsea
- Vainqueur de la Coupe de la Ligue anglaise en 2015  avec Chelsea
- Vainqueur de la Copa Libertadores en 2020 avec Palmeiras
- Finaliste de la Coupe du monde des clubs en 2012 avec Chelsea
- Finaliste de la Supercoupe de l'UEFA en 2013 avec Chelsea

### En sélection
- 51 sélections et 4 buts avec l'équipe du Brésil depuis 2009
- Vainqueur de la Coupe des Confédérations 2009 avec le Brésil